# Società Polisportiva del Littorio Alma Juventus Fano 1934-1935
Questa pagina raccoglie i dati riguardanti la Società Polisportiva del Littorio Alma Juventus Fano nelle competizioni ufficiali della stagione 1934-1935.

## Rosa
| N. |                   | Ruolo | Calciatore           |
| -- | ----------------- | ----- | -------------------- |
|    | Italia (bandiera) | D     | Aureli (III)         |
|    | Italia (bandiera) | C     | Ettore Bassi         |
|    | Italia (bandiera) | C     | Benini (III)         |
|    | Italia (bandiera) | D     | Carboni              |
|    | Italia (bandiera) | A     | Lodovico De Filippis |
|    | Italia (bandiera) | A     | Alfredo Dolcini      |
|    | Italia (bandiera) | C     | Giacomo Fidomanzo    |
|    | Italia (bandiera) | D     | Armando Gasperotto   |

| N. |                   | Ruolo | Calciatore       |
| -- | ----------------- | ----- | ---------------- |
|    | Italia (bandiera) | A     | Lazzarini        |
|    | Italia (bandiera) | C     | Raffaele Mancini |
|    | Italia (bandiera) | P     | Enzo Mei         |
|    | Italia (bandiera) | D     | Amore Palazzetti |
|    | Italia (bandiera) | D     | Polleno          |
|    | Italia (bandiera) | D     | Giovanni Santini |
|    | Italia (bandiera) | C     | Nicola Titto     |